# NGC 2394
NGC 2394 је група звезда у сазвежђу Мали пас која се налази на NGC листи објеката дубоког неба.
Деклинација објекта је + 7° 5' 14" а ректасцензија 7h 28m 36,5s. Привидна величина (магнитуда) објекта NGC 2394 износи 14,0.